# Egzekucje migrantów na granicy saudyjsko-jemeńskiej
Egzekucje migrantów na granicy saudyjsko-jemeńskiej – trwające co najmniej od 2014 roku zbrodnie popełniane przez saudyjską straż graniczną w południowych rejonach tego kraju.
Udokumentowano co najmniej 795 ofiar śmiertelnych, a całkowita liczba ofiar może przekraczać 10 tysięcy osób. Ich ofiarami są głównie osoby pochodzenia etiopskiego.
Prócz egzekucji z bliskiej odległości z użyciem broni ręcznej, opisano przypadki użycia artylerii wobec całych grup migrantów, często powracających już na teren Jemenu po wypuszczeniu z saudyjskich obozów detencji.
Zabójstwom towarzyszą przypadki umyślnego okaleczania migrantów poprzez postrzeliwanie ich w pojedyncze kończyny już po zatrzymaniu, zmuszania ocalałych do odbywania stosunków płciowych między sobą oraz ich gwałcenia.
W 2023 roku Arabia Saudyjska sfinansowała repatriację do Etiopii co najmniej 6 348 migrantów, którzy utkneli w Jemenie, często z powodu ran związanych z próbą przekroczenia granicy.
Proceder ten był wielokrotnie krytykowany podczas zebrań Rady Praw Człowieka ONZ